# Numerio Fabio Píctor
Numerio Fabio Píctor, hermano del consular Cayo Fabio Píctor e hijos ambos de Cayo Fabio Píctor, fue cónsul en el año 266 a. C. junto con Décimo Junio Pera. Obtuvo dos triunfos en este año al igual que su colega: la primera vez sobre los sasinates y la segunda vez sobre los salentinos y mesapios.
Parece haber sido este Fabio Píctor, y no su hermano, uno de los tres embajadores enviados por el Senado a Ptolomeo II Filadelfo en el año 273 a. C.